# Amuro Tsuzuki
Amuro Tsuzuki (都筑 有夢路, Tsuzuki Amuro), née le 5 avril 2001 à Tokorozawa (Japon), est une surfeuse japonaise. Elle est médaillée de bronze en surf aux Jeux olympiques d'été de 2020.